# Morphopoides madagascariensis
Morphopoides madagascariensis är en insektsart som beskrevs av Günther, K. 1939. Morphopoides madagascariensis ingår i släktet Morphopoides och familjen torngräshoppor. Inga underarter finns listade i Catalogue of Life.